# Andreas Schweigel (Vogt)
Andreas Schweigel, auch Andreas Schwegeler bzw. Andreas Schwingeler (* um 1566 in Euskirchen; † 1636 in Rheinbach) war ein deutscher Jurist und kurfürstlicher Vogt, der als Gegner der kurkölnischen Hexenverfolgung selbst ein prominentes Opfer der Hexenrichter wurde.

## Leben
1580 wurde Schweigel als Andreas Swegelerus an der Artesfakultät der Universität Köln immatrikuliert und nahm ein juristisches Studium auf, das er mit der Promotion abschloss. Dem Zeitzeugen Hermann Löher zufolge war er zudem ein „sprachreicher Mann“, der neben Latein auch die hoch- und niederdeutsche, spanische, französische und italienische Sprache beherrschte.
Beginnend mit dem Jahr 1602 bekleidete er in Rheinbach das Amt des kurfürstlichen Vogts. Somit war es seine Aufgabe, stellvertretend für den Kölner Kurfürsten die Hohe Gerichtsbarkeit innerhalb des Vogteibezirks auszuüben. Als im Jahre 1631 in Rheinbach erstmals Ermittlungen wegen des Verdachts auf Hexerei aufgenommen wurden, weil mehrere Anzeigen gegen eine Dienstmagd vorlagen, fiel die Angelegenheit also in den Zuständigkeitsbereich Schweigels. Der lehnte die Eröffnung eines Hexenprozesses jedoch strikt ab. Der nach Rheinbach entsandte Hexenkommissar Franz Buirmann setzte sich mit Unterstützung des Amtmanns Heinrich Degenhardt Schall von Bell jedoch gegen den Vogt durch und ließ die angeklagte Dienstmagd nach einem durch Folter erpressten Geständnis auf dem Scheiterhaufen verbrennen.
Mit seiner ablehnenden Haltung gegen die Aufnahme eines Hexenprozesses hatte sich Schweigel den Hexenkommissar Buirmann zum Feind gemacht, doch setzte der Vogt seinen Widerstand gegen die Hexenverfolgung unbeirrt weiter fort. Als die Hexenkommissare Buirmann und Moeden jenseits der Grenzen des Kurfürstentums Köln zu ermitteln begannen, in einigen Orten des Herzogtums Jülich, wandte sich Schweigel in einem langen Brief an den Herzog. Auf dieses Schreiben hin wurden die Hexenprozesse tatsächlich eingestellt. Damit hatte Andreas Schweigel nun auch den Hexenrichter Jan Moeden gegen sich aufgebracht, der sich bald auf grausame Weise rächen sollte und den Vogt zu Rheinbach 1636 wegen Zauberei anklagte.
Schweigel war für den Hexenkommissar ein scheinbar ideales Opfer. Nicht nur, dass Moeden die Chance sah, mit Schweigel einen der entschiedensten Widersacher der Hexenverfolgung aus dem Weg räumen zu können. Dem Hexenkommissar bot sich darüber hinaus die Möglichkeit der persönlichen Bereicherung, denn der kurfürstliche Vogt verfügte über ein ansehnliches Vermögen und war kinderlos. Doch der 70-Jährige gehörte zu den wenigen Angeklagten, die trotz schwerer Folter kein Geständnis ablegten. Moeden folterte ihn, bis der Tod einsetzte und ließ den Leichnam auf dem Scheiterhaufen verbrennen.

## Nachwirkung
Eine von Schweigel und seiner Ehefrau Beatrix Freiling vor seinem Tod gegründete Studienstiftung existierte noch 1892, hatte zu diesem Zeitpunkt aber ihr Kapital bis auf 50 Taler aufgezehrt.
Per Ratsbeschluss vom 26. Februar 1959 wurde in Euskirchen eine Straße Dr.-Schweigel-Straße benannt. Auch in Rheinbach gibt es eine Schweigelstraße, an der sich u. a. das Amtsgericht Rheinbach befindet.